# Siegel Mauretaniens
Das Siegel Mauretaniens wurde am 3. August 1960 eingeführt. Es zeigt im Hintergrund auf einer grünen Scheibe das Motiv der Flagge Mauretaniens, Halbmond und Stern in Gold. Im Vordergrund sind eine Dattelpalme und Hirsepflanzen. Rings um das Siegel steht der Landesname – Islamische Republik Mauretanien – in arabischer und französischer Sprache, al-Dschumhūrīya al-Islāmīya al-Mūrītānīya / الجمهورية الإسلامية الموريتانية bzw. République Islamique de Mauritanie.